# Rokytnice nad Rokytnou
Rokytnice nad Rokytnou är en köping i Tjeckien.   Den ligger i regionen Vysočina, i den centrala delen av landet, 140 km sydost om huvudstaden Prag. Rokytnice nad Rokytnou ligger 537 meter över havet och antalet invånare är 853.
Terrängen runt Rokytnice nad Rokytnou är huvudsakligen platt, men norrut är den kuperad. Terrängen runt Rokytnice nad Rokytnou sluttar österut.Runt Rokytnice nad Rokytnou är det ganska glesbefolkat, med 50 invånare per kvadratkilometer. Närmaste större samhälle är Třebíč, 8,6 km öster om Rokytnice nad Rokytnou. Trakten runt Rokytnice nad Rokytnou består till största delen av jordbruksmark.